# Frédéric Luce
Pour les articles homonymes, voir Luce.
Frédéric Luce est un artiste peintre français né le 19 juillet 1896 à Paris, où il est mort le 1er juillet 1974,. Il est le fils de Maximilien Luce.

## Biographie

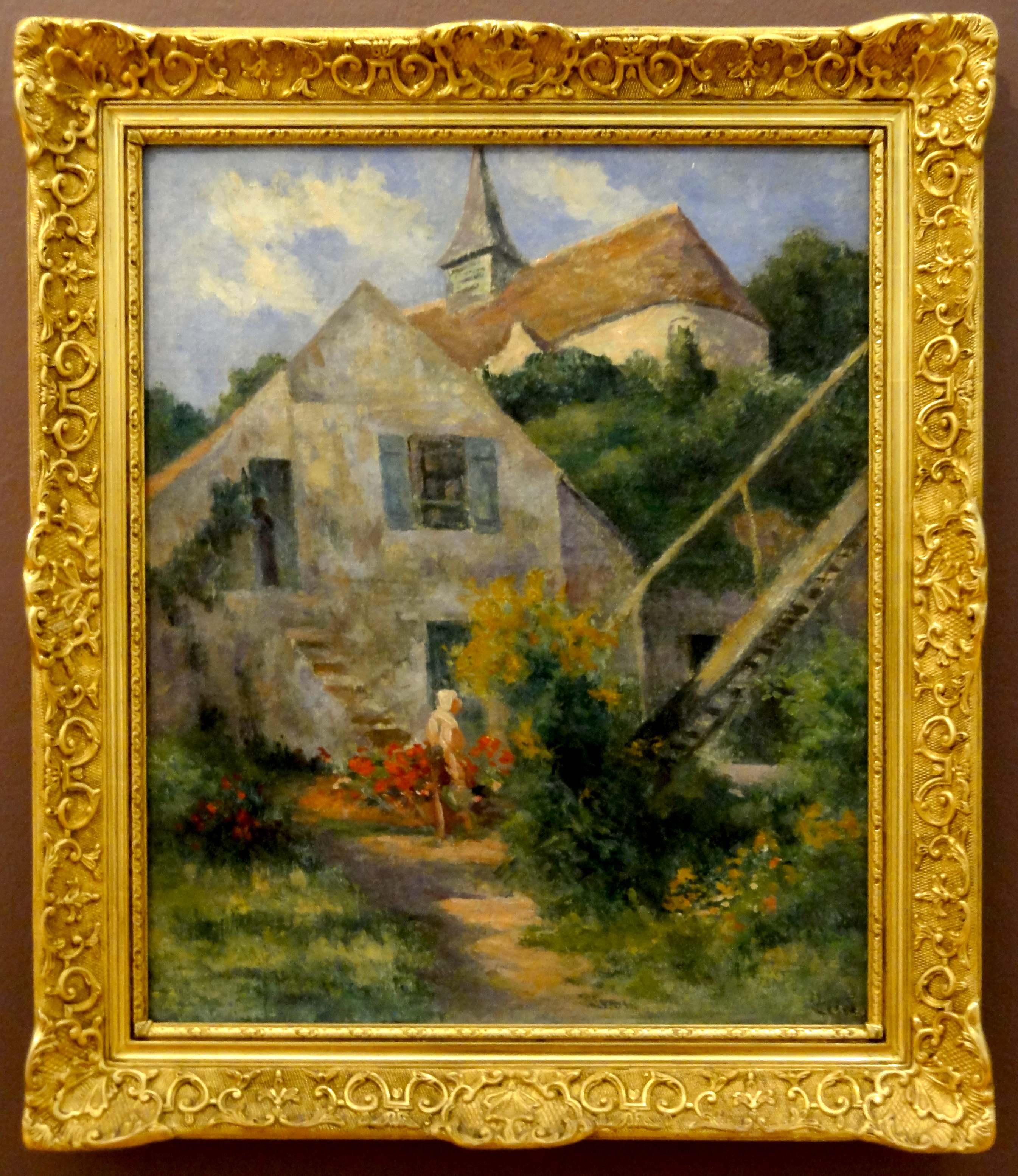
Maximilien Luce, la maison de Rolleboise, 1927

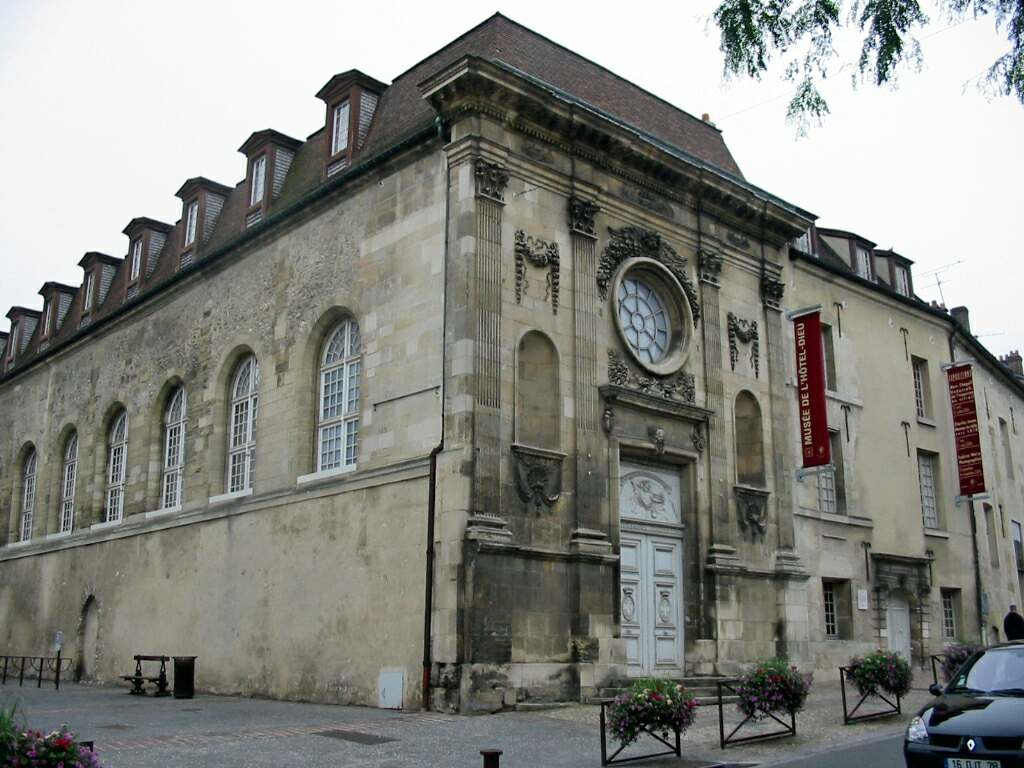
Mantes-la-Jolie, le Musée de l'Hôtel-Dieu

Un premier fils prénommé Frédéric qui naquit en juin 1894 du mariage de Maximilien Luce et d'Ambroisine Bouin étant mort en septembre 1895 des suites d'une insolation, c'est le même prénom que reçoit notre artiste à sa naissance le 19 juillet 1896. Vivant dans la proximité du père qui en peint et dessine des portraits dès sa plus tendre enfance et dont réciproquement il restituera plus tard les traits dans sa peinture, il est par là également proche des amis de celui-ci, tels Pierre Bonnard, Félix Fénéon, Lucie Cousturier et Paul Signac « auprès desquels il trouvait à se perfectionner », entretenant en particulier une importante correspondance avec le dernier cité qui alterne les conseils picturaux, les réflexions politiques et les recommandations professionnelles : « il y aura beaucoup à faire dans la construction navale... ce qui ne t'empêcherait pas de peindre pour t'amuser ».
La vie de Frédéric Luce se partage entre les deux résidences familiales, l'appartement du 16, rue de Seine, dans le 6e arrondissement de Paris (qu'il conservera après que son père y meurt en 1941), et la maison de Rolleboise, à proximité de Mantes-la-Jolie. Si les vues de Paris semblent dominer dans sa peinture, on doit à Frédéric Luce, également aquarelliste et pasteliste, des natures mortes, des portraits (Le violoniste Lucien Agamemnon, dit Lucien Aga), des paysages des Yvelines, de Normandie (les petits bras de Seine), de Picardie (Les hortillonnages d'Amiens) et de Bretagne. Collectionneur, il effectue au soir de sa vie de très importantes donations d'œuvres de son père, notamment au musée d'Orsay et au musée de l'Hôtel-Dieu de Mantes-la-Jolie.
Mort en 1974, Frédéric Luce est inhumé auprès de ses parents à Rolleboise.

## Expositions

### Expositions personnelles
- Galerie Marseille, Paris, mars 1956[9].
- Galerie Paul Prouté, Paris, mars 1961[10].

### Expositions collectives
- Salon des indépendants, à partir de 1920[4].
- Exposition consacrée à Maximilien Luce, Musée de l'Hôtel-Dieu, Mantes-la-Jolie, 1973, Portrait de Maximilien Luce, aquarelle 62 × 48 cm, 1936[7].

## Collections publiques
- Musée de l'Hôtel-Dieu, Mantes-la-Jolie[11].